# Сахра
Сахра (тат. Сәхрә) — деревня в Агрызском районе Республики Татарстан России. Входит в состав Шаршадинского сельского поселения.

## История
Основана в 1926 году в составе Салаушской волости Елабужского кантона Татарской АССР. Название произошло от оронимического термина арабского происхождения «сәхрә», что означает степь, пустыня, поле. С 1928 года в Агрызском районе, с 10 августа 1930 года в Красноборском районе, с 28 октября 1960 года — вновь в Агрызском районе (в 1963—1964 годах — в Елабужском районе). Имеется магазин.

## География
Деревня находится в северо-восточной части Татарстана, неподалеку от реки Иж, рядом с автодорогой Агрыз — Красный Бор, на расстоянии примерно 54 километра по ней к югу от города Агрыз, административного центра района, и в 2,5 км к северо-востоку от центра поселения, села Шаршада. Абсолютная высота — 86 метров над уровнем моря.

### Часовой пояс
Деревня Сахра, как и весь Татарстан, находится в часовой зоне МСК (московское время). Смещение применяемого времени относительно UTC составляет +3:00.

## Население
| 1926 | 1938 | 1949 | 1958 | 1970 | 1989 | 2002 | 2010 |
| ---- | ---- | ---- | ---- | ---- | ---- | ---- | ---- |
| 64   | 100  | 115  | 167  | 147  | 96   | 83   | 82   |

Национальный состав
Согласно результатам переписи 2002 года, в национальной структуре населения татары составляли 98 %.

## Улицы
В деревне одна улица — Нариманова.